# 445
445（四百四十五、よんひゃくよんじゅうご）は、自然数、また整数において、444の次で446の前の数である。

## 性質
- 445は合成数であり、約数は1, 5, 89, 445である。
  - 約数の和は540。
- 136番目の半素数であり、1つ前は437、次は446。
  - 約数の個数が3連続で同じになる9番目の数である。1つ前は395、次は633。
  - 3連続で半素数が続く10番目の数である。1つ前は393、次は633。
- 445番目の素数：3121
- 445 = 5 × 89
  - 異なるフィボナッチ数の積で表される61番目の数である。1つ前は442、次は466。(オンライン整数列大辞典の数列 A160009)
- 445 = 212 + 4
  - n = 21 のときの n2 + 4 の値とみたとき1つ前は404、次は488。
- 445 = 4 × 10 × 11 + 5
  - n = 10 のときの 4n(n + 1) + 5 の値とみたとき1つ前は365、次は533。(オンライン整数列大辞典の数列 A078370)
- π(562) = 445 (ただしπ(x)は素数計数関数)
  - 562 = 3136 までの素数は445個ある。1つ前の 552 = 3025 までは434個、次の 572 = 3249 までは457個。(オンライン整数列大辞典の数列 A038107)
- 445 = 52 + 72 + 92 + 112 + 132
  - 5連続奇数の平方和で表せる数である。1つ前は285、次は645。
- 445 = 6 + 10 + 14 + 15 + 21 + 22 + 26 + 33 + 34 + 35 + 38 + 39 + 46 + 51 + 55
  - 2つの異なる素数の積で表される、最初の15個の数の和とみたとき1つ前は390、次は502。(オンライン整数列大辞典の数列 A168472)

## その他 445 に関連すること
- 西暦445年
- 紀元前445年